# Heliamphora minor
Espèce
Classification phylogénétique
Heliamphora minor est une espèce de plantes à fleurs de la famille des Sarraceniaceae. Ce sont des plantes carnivores endémique du Venezuela.

## Origine
Auyan Tepuy, Akopan Tepuy. La forme provenant du Chimanta Tepuy est devenue, en 2005, Heliamphora pulchella "Chimanta Tepuy". On trouve également H. minor dans la plaine qui entoure les Tepuys, appelée la Gran Sabana, en Amérique du Sud.

## Histoire
Heliamphora minor fut découverte en 1937 par Tate puis décrite en 1939 par H. A. Gleason.

## Description
Les ascidies mesurent généralement une dizaine de centimètres des plantes de stade avancé, mais peuvent atteindre 15cm ; d'où son nom de « petite Heliamphore ». Elles sont d'une largeur assez uniforme, la base devenant vite très large. L'intérieur est très légèrement pubescent, possédant des poils de quelques dizaines de millimètres. Les plantes sont veinées de rouge si exposées à une luminosité d'une intensité suffisante. La cuillère surmonte l'ascidie, et est ronde et relativement imposante chez H. minor Auyan Tepuy, tandis que chez la forme de l'Akopan tepuy, elle est fine, pointue, et verticale.
La croissance de la plante est rapide pour une espèce du genre Heliamphora, et elle tend à former de grosses touffes dans de bonnes conditions de vie. Dans la nature, des colonies recouvrent ainsi plusieurs mètres carrés.